# J'en Ai Marre
J'en Ai Marre is de vijfde single van de Franse zangeres Alizée, en de eerste die is uitgebracht van het tweede album Mes courants électriques. Net als voorgaande singles is ook deze gemaakt in samenwerking met Mylène Farmer en Laurent Boutonnat. De single is uitgebracht in februari 2003. Later zijn er nog drie remix versies van verschenen. Het nummer werd ook opgenomen in het Engels, en in 2003 uitgebracht als "I'm Fed Up" en in Japan is de single verschenen onder de naam "Mon Bain de mousse".
De titel van de single in het Nederlands vertaald is "Ik heb er genoeg van".
Het dansje behorend bij de liveversie van dit nummer werd door Blizzard Entertainment als basis gebruikt voor de danspassen van de Female Nightelf in de MMORPG World of Warcraft.